# Mrcelji
Mrcelji falu Bosznia-Hercegovinában, a Bosznia-hercegovinai Föderáció Una-Szanai kantonjában. Közigazgatásilag Velika Kladušához tartozik.

## Fekvése
Bosznia-Hercegovina északnyugati részén, Bihácstól légvonalban 30, közúton 46 km-re északra, Velika Kladušától légvonalban 16, közúton 21 km-re délkeletre levő dombos, erdős vidéken fekszik. Házai szétszórt csoportokban találhatók a dombok között.

## Népessége
| Nemzetiségi csoport | Népesség 1991 | Népesség 2013 |
| ------------------- | ------------- | ------------- |
| Szerb               | 3             | 0             |
| Bosnyák             | 968           | 752           |
| Horvát              | 0             | 7             |
| Jugoszláv           | 0             | 0             |
| Egyéb               | 2             | 65            |
| Összesen            | 973           | 824           |

## Oktatás
A településen a Todorovói általános iskola területi iskolája működik.